# ONEFA 1999
La Liga Mayor de la ONEFA 1999 fue la septuagésima novena temporada de la máxima competencia de Fútbol Americano en México y la 21.ª administrada por la Organización Nacional Estudiantil de Fútbol Americano. En esta temporada, la Liga Mayor estuvo compuesta por dos conferencias: la Conferencia de los 10 Grandes y la Conferencia Nacional, esta última dividida en tres grupos. La temporada fue dedicada al Ing. Alejo Peralta Díaz Ceballos.

## Equipos participantes

### Conferencia de los 10 Grandes
| Equipo            | Institución                             | Estadio                  | Ciudad                                 |
| ----------------- | --------------------------------------- | ------------------------ | -------------------------------------- |
| Águilas Blancas   | Instituto Politécnico Nacional          | Estadio Wilfrido Massieu | Ciudad de México                       |
| Auténticos Tigres | Universidad Autónoma de Nuevo León      | Estadio Gaspar Mass      | San Nicolás de los Garza, Nuevo León   |
| Aztecas           | Universidad de las Américas Puebla      | Templo del Dolor         | Cholula, Puebla                        |
| Borregos Salvajes | ITESM Campus Estado de México           | Corral de Plástico       | Atizapán de Zaragoza, Estado de México |
| Borregos Salvajes | ITESM Campus Laguna                     | La Rosita                | Torreón, Coahuila                      |
| Borregos Salvajes | ITESM Campus Monterrey                  | Estadio Tecnológico      | Monterrey, Nuevo León                  |
| Borregos Salvajes | ITESM Campus Toluca                     | La Congeladora           | Toluca, Estado de México               |
| Centinelas        | Cuerpo de Guardias Presidenciales       | Estadio Joaquín Amaro    | Ciudad de México                       |
| Lobos             | Universidad Autónoma de Coahuila        | Estadio Jorge Castro     | Saltillo, Coahuila                     |
| Pumas             | Universidad Nacional Autónoma de México | Estadio Centenario1      | Ciudad de México                       |

1. Pumas debió mudarse al Estadio Centenario en Cuernavaca, Morelos debido a la huelga en la UNAM.

### Conferencia Nacional
| Equipo            | Institución                               | Estadio                              | Ciudad                                |
| Grupo A           | Grupo A                                   | Grupo A                              | Grupo A                               |
| ----------------- | ----------------------------------------- | ------------------------------------ | ------------------------------------- |
| Correcaminos      | Universidad Autónoma de Tamaulipas        | Estadio Eugenio Alvizo Porras        | Ciudad Victoria, Tamaulipas           |
| Cherokees         | Universidad del Valle de México           | Culhuacán                            | Ciudad de México                      |
| Frailes           | Universidad del Tepeyac                   | Estadio Manuel Rodero                | Naucalpan de Juárez, Estado de México |
| Gamos             | Centro Universitario México               | Cuemanco                             | Ciudad de México                      |
| Guerreros Aztecas | Guerreros Aztecas A.C.                    | Xochimilco                           | Ciudad de México                      |
| Pieles Rojas      | Instituto Politécnico Nacional            | Estadio Wilfrido Massieu             | Ciudad de México                      |
| Potros Salvajes   | Universidad Autónoma del Estado de México | Estadio Juan Josafat Pichardo        | Toluca, Estado de México              |
| Zorros            | Instituto Tecnológico de Querétaro        | El Pocito                            | Querétaro, Querétaro                  |
| Grupo B           |                                           |                                      |                                       |
| Borregos Salvajes | ITESM Campus Ciudad de México             | Disney Field                         | Ciudad de México                      |
| Gatos Salvajes    | Universidad Autónoma de Querétaro         | Estadio Municipal de Querétaro       | Querétaro, Querétaro                  |
| Leones            | Universidad Anáhuac México Campus Sur     | Anáhuac Corona                       | Ciudad de México                      |
| Misioneros        | Universidad Intercontinental              | Universidad Intercontinental-Tlalpan | Ciudad de México                      |
| Panteras Negras   | Universidad Autónoma Metropolitana        | UAM Iztapalapa                       | Ciudad de México                      |
| Pumas             | Facultad de Estudios Superiores Acatlán   | Perros Negros                        | Naucalpan de Juárez, Estado de México |
| Toros Salvajes    | Universidad Autónoma Chapingo             | Estadio José Palomo Ruiz Tapia       | Texcoco, Estado de México             |
| Grupo C           |                                           |                                      |                                       |
| Águilas           | Universidad Autónoma de Chihuahua         | Nido Águilas                         | Chihuahua, Chihuahua                  |
| Borregos Salvajes | ITESM Campus Chihuahua                    | ITESM Chihuahua                      | Chihuahua, Chihuahua                  |
| Burros Pardos     | Instituto Tecnológico de Saltillo         | Saltillo-ITS                         | Saltillo, Coahuila                    |
| Liebres           | Instituto Tecnológico de Ciudad Juárez    | Instituto Tecnológico de Cd. Juárez  | Ciudad Juárez, Chihuahua              |
| Potros            | Instituto Tecnológico de Sonora           | Estadio Manuel Piri Sagasta          | Ciudad Obregón, Sonora                |

## Standings

### Conferencia de los 10 Grandes
| Equipo                            | Récord | Cociente |
| --------------------------------- | ------ | -------- |
| Aztecas UDLA                      | 9 – 0  | 1.000    |
| Borregos Salvajes ITESM Monterrey | 8 – 1  | 0.889    |
| Borregos Salvajes ITESM CEM       | 7 – 2  | 0.778    |
| Pumas CU UNAM                     | 6 – 3  | 0.667    |
| Águilas Blancas IPN               | 5 – 4  | 0.556    |
| Auténticos Tigres UANL            | 3 – 6  | 0.333    |
| Borregos Salvajes ITESM Toluca    | 3 – 6  | 0.333    |
| Lobos UAdeC                       | 2 – 7  | 0.222    |
| Borregos Salvajes ITESM Laguna    | 2 – 7  | 0.222    |
| Centinelas CGP                    | 0 – 9  | 0        |

     Clasificado a Postemporada
     Desciende a la Conferencia Nacional

### Conferencia Nacional
| Grupo A                           | Grupo A | Grupo A  | Grupo A | Grupo A | Grupo A |
| Equipo                            | Récord  | Cociente |         |         |         |
| --------------------------------- | ------- | -------- | ------- | ------- | ------- |
| Gamos CUM                         | 7 – 0   | 1.000    |         |         |         |
| Pieles Rojas IPN                  | 6 – 1   | 0.857    |         |         |         |
| Frailes UT                        | 4 – 3   | 0.571    |         |         |         |
| Potros Salvajes UAEM              | 4 – 3   | 0.571    |         |         |         |
| Cherokees UVM                     | 3 – 4   | 0.429    |         |         |         |
| Correcaminos UAT                  | 3 – 4   | 0.429    |         |         |         |
| Guerreros Aztecas A.C.            | 1 – 6   | 0.143    |         |         |         |
| Zorros ITQ                        | 0 – 7   | 0        |         |         |         |
| Grupo B                           |         |          |         |         |         |
| Equipo                            | Récord  | Cociente |         |         |         |
| Pumas Acatlán UNAM                | 6 – 0   | 1.000    |         |         |         |
| Borregos Salvajes ITESM CCM       | 5 – 1   | 0.833    |         |         |         |
| Panteras Negras UAM               | 4 – 2   | 0.666    |         |         |         |
| Leones Anáhuac Sur                | 3 – 3   | 0.5      |         |         |         |
| Gatos Salvajes UAQ                | 2 – 4   | 0.333    |         |         |         |
| Misioneros UIC                    | 1 – 5   | 0.166    |         |         |         |
| Toros Salvajes Chapingo           | 0 – 6   | 0        |         |         |         |
| Grupo C                           |         |          |         |         |         |
| Equipo                            | Récord  | Cociente |         |         |         |
| Potros ITSON                      | 3 – 1   | 0.75     |         |         |         |
| Borregos Salvajes ITESM Chihuahua | 3 – 1   | 0.75     |         |         |         |
| Águilas UACH                      | 2 – 2   | 0.5      |         |         |         |
| Burros Pardos ITS                 | 2 – 2   | 0.5      |         |         |         |
| Liebres ITCJ                      | 0 – 4   | 0        |         |         |         |

     Clasificado a Postemporada

## Resultados

### Postemporada

#### Conferencia de los 10 Grandes
|  | Semifinales        | Semifinales        |    |  | Final        | Final |  |
|  |                    |                    |    |  |              |       |  |
|  |                    |                    |    |  |              |       |  |
|  | Aztecas UDLA       | 21                 |    |  |              |       |  |
|  | Pumas CU           | 16                 |    |  |              |       |  |
|  |                    |                    |    |  |              |       |  |
|  |                    |                    |    |  |              |       |  |
|  |                    |                    |    |  | Aztecas UDLA | 25    |  |
|  |                    | Borregos Monterrey | 38 |  |              |       |  |
|  |                    |                    |    |  |              |       |  |
|  |                    |                    |    |  |              |       |  |
|  |                    |                    |    |  |              |       |  |
|  |                    |                    |    |  |              |       |  |
|  | Borregos Monterrey | 30                 |    |  |              |       |  |
|  | Borregos CEM       | 24                 |    |  |              |       |  |

#### Conferencia Nacional
|  | Cuartos de final    | Cuartos de final |               |    | Semifinal | Semifinal |  |  | Final | Final |
|  |                     |                  |               |    |           |           |  |  |       |       |
|  |                     |                  |               |    |           |           |  |  |       |       |
|  |                     |                  |               |    |           |           |  |  |       |       |
|  | Pumas Acatlán       | 22               |               |    |           |           |  |  |       |       |
|  | Pumas Acatlán       | 22               |               |    |           |           |  |  |       |       |
|  | Frailes UT          | 6                |               |    |           |           |  |  |       |       |
|  | Frailes UT          | 6                | Pumas Acatlán | 17 |           |           |  |  |       |       |
|  |                     |                  | Pumas Acatlán | 17 |           |           |  |  |       |       |
|  |                     | Pieles Rojas IPN | 11            |    |           |           |  |  |       |       |
|  | Potros ITSON        | Pieles Rojas IPN | 11            | 0  |           |           |  |  |       |       |
|  | Potros ITSON        |                  |               | 0  |           |           |  |  |       |       |
|  | Pieles Rojas IPN    | 35               |               |    |           |           |  |  |       |       |
|  | Pieles Rojas IPN    | 35               | Pumas Acatlán | 34 |           |           |  |  |       |       |
|  |                     |                  | Pumas Acatlán | 34 |           |           |  |  |       |       |
|  |                     | Gamos CUM        | 22            |    |           |           |  |  |       |       |
|  | Gamos CUM           | Gamos CUM        | 22            | 30 |           |           |  |  |       |       |
|  | Gamos CUM           |                  |               | 30 |           |           |  |  |       |       |
|  | Panteras Negras UAM | 16               |               |    |           |           |  |  |       |       |
|  | Panteras Negras UAM | 16               | Gamos CUM     | 17 |           |           |  |  |       |       |
|  |                     |                  | Gamos CUM     | 17 |           |           |  |  |       |       |
|  |                     | Borregos CCM     | 14            |    |           |           |  |  |       |       |
|  | Borregos CCM        | Borregos CCM     | 14            | 35 |           |           |  |  |       |       |
|  | Borregos CCM        |                  |               | 35 |           |           |  |  |       |       |
|  | Borregos Chihuahua  | 12               |               |    |           |           |  |  |       |       |
|  | Borregos Chihuahua  | 12               |               |    |           |           |  |  |       |       |